# Perioada Reiwa
Perioada Reiwa (令和時代 Reiwa jidai?) este denumirea actualei perioade din istoria Japoniei, care a început la 1 mai 2019, în ziua în care prințul Naruhito, fiul și moștenitorul împăratului Akihito, s-a urcat pe tron ca al CXXVI-lea împărat al Japoniei. Împăratul Akihito a abdicat oficial la 30 aprilie 2019, marcând sfârșitul perioadei Heisei. Astfel, anul calendaristic 2019 până la 30 aprilie corespunde cu anul 31 al perioadei Heisei, iar începând cu 1 mai se va numi primul an al erei Reiwa (令和元年 Reiwa gannen?).

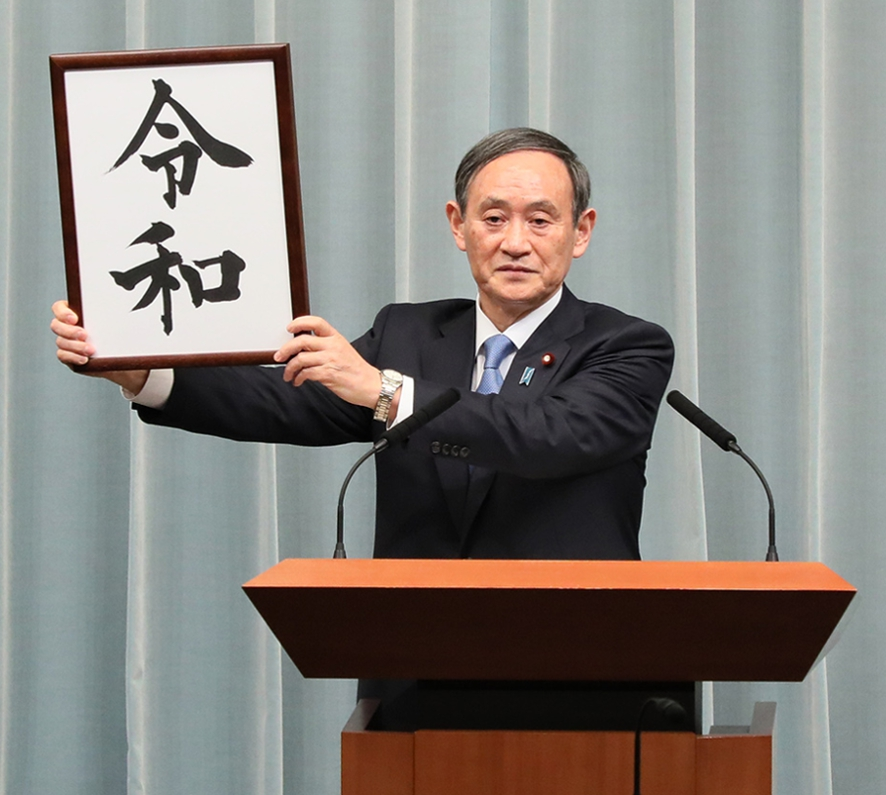
Anunțul oficial pentru Reiwa

Este prima denumire a perioadei istorice, caracterele (kanji) căreia au fost preluate din literatura japoneză clasică și nu din cea chineză.

## Legături externe
Materiale media legate de Perioada Reiwa la Wikimedia Commons

## Vezi și
- Perioade istorice japoneze⁠(en)[traduceți]

| Precedat(ă) de: Perioada Heisei | Istoria Japoniei | Succedat(ă) de: |